# اسموکی رابینسون
ویلیام رابینسون معروف به اسموکی رابینسون (به انگلیسی: Smokey Robinson) (زادهٔ ۱۹ فوریه ۱۹۴۰)؛ خواننده و ترانه‌سرای اهل آمریکا است.
رابینسون یکی از هنرمندان موفق سال‌های ۱۹۶۰ تا ۱۹۹۰ صنعت موسیقی است.
او همچنین در فیلم جنایت در هالیوود بازی کرده‌است.